# Mulda/Sa.
Mulda/Sa., Mulda/Sachsen − gmina w Niemczech, w kraju związkowym Saksonia, w okręgu administracyjnym Chemnitz, w powiecie Mittelsachsen.